# Бопо II фон Дюрн-Дилсберг
Бопо II фон Дюрн-Дилсберг (на немски: Boppo II/Poppo II von Dürn-Dilsberg); † между 23 януари и 12 май 1290) от род фон Дюрн е граф на Дилсберг, днес част от град Некаргемюнд на река Некар.

## Произход
Той е син на граф Бопо I фон Дюрн-Дилсберг († 1276) и съпругата му Евфемия фон Ринек († сл. 1299), дъщеря на граф Лудвиг II фон Ринек, бургграф на Майнц († 1243) и Аделхайд фон Хенеберг († сл. 1253). Внук е на Конрад I фон Дюрн († 1258) и Мехтилд фон Лауфен († сл. 1276). Правнук е на Улрих I, господар на Дюрн († сл. 1212) и Лукардис. Потомък е на Рупрехт I фон Дюрн († сл. 1172) и Хедвиг фон Боксберг († сл. 1197). Брат е на граф Лудвиг фон Дюрн († 25 октомври 1295/29 април 1300).
Фамилията фон Дюрн-Дилсберг изчезва по мъжка линия през 1333 г. със смъртта на син му Албрехт.

## Фамилия
Бопо II фон Дюрн-Дилсберг се жени 1263 г. за Агнес фон Хоенлое-Романя († сл. 1314), дъщеря на граф Готфрид I фон Хоенлое-Романя († 1254/1266) и Рихица фон Краутхайм († 1262). Те имат децата:
- Албрехт фон Дюрн-Дилсберг (* пр. 1299; † 15 август 1313/1333)
- Мехтилд фон Дилсберг-Дюрн († сл. 1292), омъжена за Фридрих I Шенк фон Лимпург († 1320), син на Валтер II Шенк фон Лимпург († ок. 1283) и Елизабет фон Варберг († 1287).
- Ита фон Дюрн († сл. 1341), омъжена за Конрад III фон Ербах († 1363)